# Marco Bellavia
Marco Bellavia, né à Milan, le 9 décembre 1964, est un acteur, animateur de télévision et auteur italien.

## Biographie
Après ses études secondaires, il commence à poser comme modèle, en suivant en même temps un cours de licence en géologie à l'université de Milan, qu'il abandonne après trois ans.
En 1986, il participe à la série télévisée Love me Licia (it) (produite par la holding Fininvest) où il joue le rôle de Steve. Dans les années qui suivent, il joue dans presque toutes les séries télévisées de la saga Licia, excepté Teneramente Licia.
Son succès et sa popularité auprès du grand public sont venus avec le rôle de Steve toujours dans la nouvelle saga Arriva Cristina et avec celui d'animateur des programmes pour enfants des réseaux Mediaset, Bim bum bam et Ciao Ciao, de 1990 à 2001.
De 1992 à 1995, il a une liaison avec la showgirl Paola Barale (it).
En 1996 il crée, en tant qu'acteur et auteur, une sit-com pour la Fininvest intitulée La pattuglia della neve (La patrouille des neiges), tournée dans les Alpes trentines près de Fai della Paganella. Toujours sur Fininvest, devenue entre-temps Mediaset, il dirige en 2000 la première édition italienne de Robot Wars.
Il rejoint le casting de Forum en 2001 et y reste deux saisons. En 2002, il participe à l'émission Stranamore. En 2005, il a écrit et dirigé Snow food, une émission itinérante pour la chaîne RaiSat Gambero rosso.
De 2006 à 2008, il collabore avec la chaîne Telenova pour la réalisation de certains programmes. En 2009, il en fait de même pour Canale Italia . Il est auteur et membre de la SIAE depuis 1990. En 2006, il déménage de Milan à l'arrière-pays, se retirant de la vie médiatique.
En 2007 naît son fils Filippo d'une relation à court terme avec Elena Travaglia.

## Filmographie à la télévision
- 1986 : Aime-moi Licia
- 1987 : Licia dolce Licia
- 1988 : Dansons et chantons avec Licia
- 1988 : Cristina arrive
- 1989 : Cristina
- 1990 : Cri Cri